# Armand Gensonné
Armand Gensonné (ur. 10 sierpnia 1758 w Bordeaux, zm. 31 października 1793 w Paryżu) – polityk czasów rewolucji francuskiej, żyrondysta.

## Życiorys
Gensonné urodził się w rodzinie chirurga wojskowego. Ukończył studia prawnicze w swoim rodzinnym mieście i podjął pracę jako adwokat. Aktywnie angażował się w działalność kulturalną miasta, razem z Pierre Vergniaudem, również późniejszym deputowanym Żyrondy, założył pierwszy w Bordeaux klub polityczny.
W 1791 Gensonné został deputowanym do Legislatywy, gdzie od początku popierał Jacques'a Brissota i tym samym znalazł się w obozie umiarkowanych republikanów. Był członkiem Komitetu Dyplomatycznego, odpowiedzialnego za kreowanie propozycji polityki zagranicznej i okazał się jednym z najgłośniejszych orędowników wypowiedzenia wojny Austrii. Opowiadał się również za surowym karaniem duchownych niechętnych konstytucji cywilnej kleru.
Wybrany ponownie do Konwentu Narodowego, ponownie znalazł się w Komitecie Dyplomatycznym, otrzymał również stanowisko w komitecie odpowiedzialnym za projekt nowej konstytucji. W czasie procesu Ludwika XVI domagał się referendum ludowego w kwestii kary dla obalonego króla, ale gdy ta propozycja przepadła, zagłosował za śmiercią i bezzwłocznym wykonaniem wyroku. Domagał się m.in. surowego ukarania sprawców masakr wrześniowych i ograniczenia uprawnień Komuny Paryża.
2 czerwca 1793 został na żądanie uzbrojonych sekcji paryskich aresztowany razem z 21 innymi czołowymi żyrondystami.  W dniach 24–27 października 1793 odbył się proces żyrondystów, zakończony wyrokami śmierci dla wszystkich oskarżonych. Armand Gensonné został zgilotynowany 31 października razem z innymi żyrondystami.